# Глобальный инновационный индекс
Глобальный Инновационный Индекс (Global Innovation Index) — ежегодный рейтинг стран (на 2024 год - 133 страны) составляемый на основании их потенциала к инновациям, а так же их практического применения. Рейтинг составляется и публикуется одним из 15 специальных агентств ООН - Всемирной организации интеллектуальной собственности (World Intellectual Property Organization, сокращенно WIPO).
ГИИ рассчитывается, как среднее арифметическое значение индекса инновационных затрат и индекса инновационных результатов.
Индекс подвергся критике за то, что в нём чрезмерное значение придаётся факторам, которые не являются неотъемлемой частью инноваций. Например, «простота уплаты налогов», «производство электроэнергии» (с половинным весом) и «простота защиты инвесторов из числа меньшинств» являются факторами наряду с «простотой получения кредита» и «сделками с венчурным капиталом».